# Lucio Emilio Paolo (console 1)
Lucio Emilio Paolo (37 a.C. circa – 14) è stato un politico romano, console nel 1 d.C. insieme a Gaio Cesare.

## Biografia
Figlio di Lucio Emilio Lepido Paolo (console suffetto nel 34 a.C.) e di Cornelia Scipione (figlia di Scribonia), sposò Giulia Minore (figlia di Marco Vipsanio Agrippa dalla terza moglie Giulia Maggiore, e quindi nipote dell'imperatore Augusto), da cui ebbe una sola figlia, Emilia Lepida. Suo fratello era Marco Emilio Lepido, che sposò Vipsania Marcellina, una sorellastra di Giulia Minore. 
L'unico suo incarico politico noto è il consolato del 1 d.C. È stato anche membro del collegio sacerdotale degli Arvali.
Fu accusato di una congiura, probabilmente insieme alla moglie, ed esiliato fra il 6 e l'8. Morì fra il tardo 13 e l'inizio del 14, anno in cui fu sostituito nel collegio sacerdotale degli Arvali da Druso minore..